# Pierderile în personal ale KFOR
De când forțele KFOR au intrat în Kosovo în iunie 1999 după sfârșitul războiului din Kosovo , 165 de soldați KFOR din diferite naționalități au murit, cei mai mulți din cauze accidentale. Acești erau: 42 de slovaci, 39 neidentificați, 18 americani, 13 germani, 12 ruși, 8 britanici, 6 italieni, 5 francezi, 5 polonezi, 3 spanioli, 3 ucraineni, 2 turci, 1 austriac, 1 danez, 1 olandez, 1 grec, 1 norvegian, 1 român, 1 suedez, 1 elvețian și 1 soldat din Emiratele Arabiei Unite.

## Lista pierderilor KFOR
| Data decesului | Nume                             | Grad militar          | Țara                       | Cauza decesului                            | Locația decesului                              |
| -------------- | -------------------------------- | --------------------- | -------------------------- | ------------------------------------------ | ---------------------------------------------- |
| 17/06/99       | Necunoscut                       | Necunoscut            | Germania                   | Sinucidere                                 | Macedonia                                      |
| 21/06/99       | Gareth Evans                     | Locotonent            | Regatul Unit               | Bombă NATO neexplodată                     | Negrovce, 25 km la vest de Priștina            |
| 21/06/99       | Balaram Rai                      | Sergent               | Regatul Unit               | Bombă NATO neexplodată                     | Negrovce, 25 km la vest de Priștina            |
| 24/06/99       | Necunoscut                       | Necunoscut            | Italia                     | Descărcare arme                            | Pec                                            |
| 04/07/99       | Anthony William Gilman           | Specialist            | Statele Unite ale Americii | Accident de trafic                         | Macedonia                                      |
| 17/07/99       | Sherwood Brim                    | Specialist            | Statele Unite ale Americii | Rostogolire APC                            | Domorovce, 16 km la nord-est de Gnjilane       |
| 17/07/99       | William Wright                   | Specialist            | Statele Unite ale Americii | Rostogolire APC                            | Domorovce, 16 km la nord-est de Gnjilane       |
| 29/07/99       | Igor A. Katz                     | Specialist            | Statele Unite ale Americii | Înpușcat și ucis (investigație abandonată) | Tabăra Bondsteel                               |
| 02/08/99       | Benjamin McGill                  | Private First Class   | Statele Unite ale Americii | Electrocutat                               | Babuski, aproape de Urosevac                   |
| 01/10/99       | Necunoscut                       | Necunoscut            | Rusia                      | Descărcare arme                            | Banja                                          |
| 13/09/99       | Anastasios Dinakis               | Sergent               | Grecia                     | Descărcare arme                            | Thessaloniki (rănit în Urosevac)               |
| 22/09/99       | Huseyin Kutlu                    | UNecunoscut           | Turcia                     | Bombă NATO neexplodată                     | Dragas                                         |
| 01/10/99       | Jason Pringle                    | Sergent               | Statele Unite ale Americii | Defecțiune de parașută                     | Pozaranje, la sud de Urosevac                  |
| 12/10/99       | Necunoscut                       | Necunoscut            | Germania                   | Accident de trafic                         | Kosovo                                         |
| 12/10/99       | Necunoscut                       | Necunoscut            | Germania                   | Accident de trafic                         | Kosovo                                         |
| 21/10/99       | Necunoscut                       | Necunoscut            | Statele Unite ale Americii | Siucidere                                  | Urosevac                                       |
| 30/10/99       | Necunoscut                       | Staff Sergeant        | Germania                   | Accident de trafic                         | Grncare, 3 km la est de Prizren                |
| 11/12/99       | Necunoscut                       | Căpitan               | Polonia                    | Explozie accidentală a unei bombe          | Piskavica                                      |
| 15/12/99       | Joseph E. Suponcic               | Sergent               | Statele Unite ale Americii | Explozie unei mine de teren                | Kosovska Kamenica                              |
| 13/01/00       | Necunoscut                       | Necunoscut            | Rusia                      | Electrocutat                               | Priștina                                       |
| 20/01/00       | Necunoscut                       | Necunoscut            | Austria                    | Electrocutat                               | Kosovo                                         |
| 21/01/00       | Necunoscut                       | Necunoscut            | Țările de Jos              | Atac de inimă                              | Kosovo                                         |
| 01/02/00       | Necunoscut                       | Necunoscut            | Germania                   | Boală                                      | Kosovo                                         |
| 04/02/00       | Necunoscut                       | Necunoscut            | Rusia                      | Electrocutat                               | Priștina                                       |
| 29/02/00       | Igor Korshunov                   | Grad privat           | Rusia                      | Împușcat și ucis                           | Srbica                                         |
| 30/03/00       | Gilles Raymond                   | Locotenent            | Franța                     | Împușcat și ucis                           | Kosovska Mitrovica                             |
| 03/04/00       | Necunoscut                       | Corporal              | Italia                     | Descărcare arme                            | Pec                                            |
| 22/04/00       | Necunoscut                       | Necunoscut            | Germania                   | Sinucidere                                 | Kosovo                                         |
| 26/04/00       | Necunoscut                       | Necunoscut            | Norvegia                   | Accident de trafic                         | Obilic                                         |
| 05/05/00       | Necunoscut                       | Necunoscut            | Germania                   | Accident de trafic                         | Macedonia                                      |
| 21/05/99       | Necunoscut                       | Necunoscut            | Polonia                    | Descărcare arme                            | Kosovo                                         |
| 09/06/00       | Necunoscut                       | Necunoscut            | Germania                   | Accident de trafic                         | Macedonia                                      |
| 09/06/00       | Necunoscut                       | Necunoscut            | Germania                   | Accident de trafic                         | Macedonia                                      |
| 10/07/00       | Lubomyr Tovkan                   | Sergent Junior        | Ucraina                    | Răsturnare vehicul                         | Kosovo                                         |
| 29/07/00       | Necunoscut                       | Necunoscut            | Rusia                      | Accident de trafic                         | Kosovo                                         |
| 14/08/00       | Necunoscut                       | Necunoscut            | Polonia                    | Cădere din camion                          | Kosovo                                         |
| 03/09/00       | Luigi Nardone                    | Grad privat           | Italia                     | Sinucidere                                 | Decani                                         |
| 23/10/00       | Geoffroy Simonnet                | Jandarm               | Franța                     | Sinucidere                                 | Kosovska Mitrovica                             |
| 18/11/00       | Donald J. Heatherly              | Private First Class   | Statele Unite ale Americii | Sinucidere                                 | Urosevac                                       |
| 24/11/00       | Chad Burkhart                    | Pușcași secunzi       | Statele Unite ale Americii | Cădere din elicopter                       | Urosevac                                       |
| 18/12/00       | Harrifou Abdoul Bastoi           | Corporal              | Franța                     | Explozie accidentală a unei bombe          | Kosovska Mitrovica                             |
| 03/01/01       | Necunoscut                       | Necunoscut            | Germania                   | Boală                                      | Kosovo                                         |
| 26/03/01       | Necunoscut                       | Necunoscut            | Emiratele Arabe Unite      | Accident de trafic                         | Kosovo                                         |
| 09/04/01       | Andrew Crous                     | Căpitan               | Regatul Unit               | Prăbușire de elicopter                     | Granița din Kosovo - Macedonia                 |
| 09/04/01       | James Maguire                    | Locotenent de aviație | Regatul Unit               | Prăbușire de elicopter                     | Granița din Kosovo - Macedonia                 |
| 11/04/01       | Mikhail Shuitsev                 | Sergent               | Rusia                      | Împușcat și ucis                           | Kosovo                                         |
| 12/04/01       | Adam Slater                      | Trooper               | Regatul Unit               | Explozia unei mine de teren                | Granița din Kosovo - Macedonia                 |
| 15/05/01       | Andrei Kuznetsov                 | Private               | Rusia                      | Kosovo                                     |                                                |
| 01/06/01       | James Sakofsky                   | Specialist            | Statele Unite ale Americii | Accident de trafic                         | Kosovo                                         |
| 23/06/01       | Necunoscut                       | Necunoscut            | Germania                   | Accident de trafic                         | Kosovo                                         |
| 02/08/01       | Necunoscut                       | Necunoscut            | Germania                   | Sinucidere                                 | Prizren                                        |
| 10/08/01       | Necunoscut                       | Necunoscut            | Italia                     | Cădere din elicopter                       | Kosovo                                         |
| 10/08/01       | Necunoscut                       | Necunoscut            | Italia                     | Cădere din elicopter                       | Kosovo                                         |
| 22/08/01       | Javier del Castillo Peinado      | Private               | Spania                     | Accident de trafic                         | Kosovo                                         |
| 26/08/01       | Ian Collins                      | Genist                | Regatul Unit               | Lovit intenționat de un bloc de beton      | Macedonia                                      |
| 25/10/01       | Stanislav Ivanov                 | Necunoscut            | Rusia                      | Împușcat și ucis                           | Korminjane, în apropiere de Kosovska Mitrovica |
| 15/12/01       | Saschca Schmidtke                | Private               | Germania                   | Descărcare arme                            | Kosovo                                         |
| 18/12/01       | James Carl Rogers                | Private               | Regatul Unit               | Descărcare arme                            | Priștina                                       |
| 13/02/02       | Necunoscut                       | Necunoscut            | Franța                     | Accident de trafic                         | Kosovo                                         |
| 05/03/02       | Necunoscut                       | Necunoscut            | Statele Unite ale Americii | Accident                                   | Kosovo                                         |
| 24/03/02       | Emanoil Ciobanu                  | Sergent Major         | România                    | Electrocutat                               | Klina, 48 km la vest de Priștina               |
| 08/05/02       | Necunoscut                       | Necunoscut            | Italia                     | Explozia unei mine de teren                | Granița dintre Kosovo - Macedonia              |
| 21/07/02       | Alexander Kolodyazhny            | Căpitan               | Rusia                      | Accident de trafic                         | Kosovo                                         |
| 15/01/03       | Justin D.Jasek                   | Private First Class   | Statele Unite ale Americii | Sinucidere                                 | Vitina, 48 km la est de Priștina               |
| 04/03/03       | Necunoscut                       | Necunoscut            | Polonia                    | Explozia unei mine de teren                | Granița dintre Kosovo - Macedonia              |
| 04/03/03       | Necunoscut                       | Necunoscut            | Polonia                    | Explozia unei mine de teren                | Granița dintre Kosovo - Macedonia              |
| 26/04/03       | Trænregimentet Susanne Lauritzen | Sergent               | Danemarca                  | Accident de trafic                         | Kosovo                                         |
| 27/04/03       | Stanford Scott Sullivan          | Căpitam               | Statele Unite ale Americii | Sinucidere                                 | Dobrocane, aproape de Gnjilane                 |
| 08/06/03       | Devon DeSouza                    | Șef subofițer 1       | Statele Unite ale Americii | Prăbușire de elicopter                     | Novo Brdo, 19 km la nord de Gnjilane           |
| 08/06/03       | Andrew Robbins                   | Șef subofițer 3       | Statele Unite ale Americii | Prăbușire de elicopter                     | Novo Brdo, 19 km la nord de Gnjilane           |
| 05/08/03       | Necunoscut                       | Necunoscut            | Franța                     | Sinucidere                                 | Leposavic, 72 km nord de Priștina              |
| 13/09/03       | Martin Walberg                   | Private               | Suedia                     | Explozie accidentală                       | Priștina                                       |
| 19/10/04       | Necunoscut                       | Necunoscut            | Regatul Unit               | Accident de trafic                         | Glogovac                                       |
| 28/05/05       | Volodymyr Nazarenko              | Senior subofițer      | Ucraina                    | Sinucidere                                 | Breza, la sud de Priștina                      |
| 13/07/06       | Necunoscut                       | Necunoscut            | Franța                     | Rostogolire APC                            | Kosovo                                         |
| 22/06/07       | Necunoscut                       | Necunoscut            | Elveția                    | Rostogolire APC                            | Kosovo                                         |
| 22/06/07       | Mykola Tkachuk                   | Sergent Junior        | Ucraina                    | BRDM-2 rollover                            | Leposavic, 64 km nord de Priștina              |
| 10/09/07       | Necunoscut                       | Necunoscut            | Statele Unite ale Americii | Accident de trafic                         | Caglavica, aproape de Priștina                 |
| 18/10/07       | Necunoscut                       | Necunoscut            | Spania                     | Accident de trafic                         | Vestul Kosovo                                  |
| 18/10/07       | Necunoscut                       | Necunoscut            | Spania                     | Accident de trafic                         | Vestul Kosovo                                  |

Soldații ruși neidentificați au fost împușcați și uciși în 2001.

Un soldat turc a fost ucis de o explozie de mină de teren în 2003.

42 de soldați slovaci au murit când avionul lor militar s-a prăbușit în Ungaria, când se întorceau din Kosovo către Slovacia pe 20 ianuarie 2006.

Alți 39 de soldați NATO de națiuni necunoscute, au fost uciși. Dintre care: 3 în accident de trafic, și 1 într-o explozie a unei artilerii neexplodate în 1999, 1 în accident de trafic în 2000, 1 în revoltele dintre sârbi și albanezi în Kosovska Mitrovica în 2001, 1 în accident de trafic în Skopje în Macedonia în 2003, 3 în diferite accidente, și 1 într-o explozie de mină de teren în 2002, și 1 în accident de trafic în 2007.

## Lista pierderilor suferite de Poliția UNMIK
Șapte polițiști UNMIK au fost uciși în Kosovo din 1999, în plus față de pierderile KFOR. Dintre cei morți sunt: 2 americani, 1 indian, 1 iordanian, 1 nigerian, 1 ghananian, și 1 ofițer ucrainean.
| Data decesului | Nume         | Țara                       | Cauza morții     | Locația decesului          |
| -------------- | ------------ | -------------------------- | ---------------- | -------------------------- |
| 05/08/03       | Satish Menon | India                      | Lunetist         | Stalina, 45 km de Priștina |
| 23/03/04       | Necunoscut   | Ghana                      | Împușcat și ucis | Podujevo                   |
| 18/04/04       | Necunoscut   | Iordania                   | Împușcat și ucis | Kosovska Mitrovica         |
| 18/04/04       | Necunoscut   | Statele Unite ale Americii | Împușcat și ucis | Kosovska Mitrovica         |
| 18/04/04       | Necunoscut   | Statele Unite ale Americii | Împușcat și ucis | Kosovska Mitrovica         |
| 13/01/05       | Necunoscut   | Nigeria                    | Atac cu bombă    | Prizren                    |
| 17/03/08       | Ihor Kynal   | Ucraina                    | Atac cu grenadă  | Kosovska Mitrovica         |